# Pstroszka
Pstroszka (Mniotilta varia) – gatunek małego, wędrownego ptaka z rodziny lasówek (Parulidae). Występuje w północnej i wschodniej Ameryce Północnej; zimuje na południe od zasięgu letniego aż po północno-zachodnią część Ameryki Południowej. Nie jest zagrożony.

## Systematyka
Jedyny przedstawiciel rodzaju Mniotilta. Blisko spokrewniony z rodzajem Dendroica, w którym niekiedy był umieszczany. Nie wyróżnia się podgatunków.

## Morfologia
Długość ciała 11–13 cm. Masa ciała 9–15 g.
Na wierzchu i spodzie ciała widoczne charakterystyczne szerokie, czarne i białe paski. Samiec ma także czarne paski na masce i gardle; kreski na bokach i plamy na pokrywach podogonowych czarne. Samica jest matowoczarna z brązowym odcieniem. Maska, gardło i spód ciała w większości białe; boki w delikatne czarne kreski. Młode są podobne do samicy.

## Zasięg, środowisko
Zamieszkuje liściaste oraz mieszane lasy od północno-środkowej i północno-wschodniej części Ameryki Północnej, prawie do Zatoki Meksykańskiej. Zimę spędza w Meksyku, w Ameryce Centralnej, na Karaibach, wybrzeżach USA leżących na Zatoką Meksykańską oraz w północno-zachodniej części Ameryki Południowej, rzadziej w południowej części atlantyckich wybrzeży USA. Na zimowiskach przebywa w bardzo zróżnicowanych typach środowisk: na trawnikach, w ogrodach i innych obszarach miejskich, sadach, ocienionych plantacjach kawy, mokradłach, namorzynach i wszelkiego rodzaju lasach.

## Ekologia i zachowanie
Wyprowadza zwykle jeden, czasami dwa lęgi w roku. Gniazdo dobrze ukryte, zwykle na ziemi u podstawy drzewa, skały, pnia lub zwalonej kłody, albo pod krzewem, niekiedy w jamie na szczycie pnia drzewa, w szczelinie w skale lub omszałej skarpie. Budową zajmuje się głównie samica. W zniesieniu 4–6 jaj (zwykle 5), wysiaduje je samica przez 10–12 dni. Oboje rodzice zajmują się karmieniem piskląt i obroną gniazda. Młode są w pełni opierzone i opuszczają gniazdo po 8–12 dniach od wyklucia, ale pozostają na terytorium rodziców jeszcze przez 2–3 tygodnie.
Zjada głównie owady, poza tym pająki. Podczas wiosennej migracji i przez cały sezon lęgowy większość pożywienia stanowią larwy ciem i motyli. Jego ofiarą padają także m.in. mrówki, muchy czy chrząszcze.
W poszukiwaniu pokarmu przeszukuje szczeliny kory, wspinając się po gałęziach.

## Status
IUCN uznaje pstroszkę za gatunek najmniejszej troski (LC, Least Concern) nieprzerwanie od 1988 (stan w 2020). Organizacja Partners in Flight szacuje liczebność światowej populacji na 20 milionów dorosłych osobników. Trend liczebności populacji uznawany jest za spadkowy.